# Ultranacionalizmus
Az ultranacionalizmus a nacionalizmus szélsőséges formája, amelyet korábban sovinizmusnak is neveztek. A 20. századtól vált népszerűvé. Gyakran kapcsolódik a rasszizmushoz, az idegengyűlölethez, az irredentizmushoz és más országokkal szemben a saját nemzetének hegemóniáját, felsőbbrendűségét hirdeti, hogy annak sajátos érdekeit érvényesítse.
Az ultranacionalizmus a fasizmus egyik aspektusa, a fasiszta Olaszország (1922–1943) és a náci Németország (1933–1945) rezsimjei ultranacionalista alapokra építettek.
Meghatározó szerepet játszott továbbá a Japán Birodalom, a Demokratikus Kambodzsa és a Román Szocialista Köztársaság politikájában. Hatással volt a mai társadalmak egy részére Magyarországon, Görögországban, Izraelben, Oroszországban, Kínában, Szaúd-Arábiában. A 2022-ben kitört orosz-ukrán háború az ultranacionalista és irredentista követelések alapján alakult ki.
Számos külföldi vezető médium, így a német DW vagy az izraeli Haaretz Orbán Viktort is ultranacionalistának bélyegzi, részben az autokratikus uralomról és a faji identitásról vallott nézetei miatt, különös tekintettel arra, hogy Orbán saját szavait idézve elítélte a „fajok keveredését”. Ultranacionalistának nevezte őt a National Public Radio amerikai hírügynökség is.

## Az ultranacionalizmus formái
- A pánnacionalizmus szélsőséges formái (pánszlávizmus, pángermanizmus, pántürkizmus, pánarabizmus, pánhispanizmus, turanizmus,  jugoszlávizmus)
- A török neooszmanizmus, amely támogatja a török gazdasági imperializmust, valamint a török befolyást a korábbi oszmán területeken.
- Fasizmus, amely a nacionalizmust, a futurizmust, a militarizmust és a totalitárius államot hirdeti.
- A katonai diktatúrák nacionalizmusa.
- Irredentizmus (pl. Nagy-Magyarország, Nagy-Szerbia, Nagy-Bulgária).
- Forradalmi nacionalizmus, amelynek célja, hogy társadalmilag konzervatív és tradicionalista legyen, miközben gazdaságilag progresszív.
- A szélsőséges nacionalizmust kommunista eszmékkel keverő nemzeti bolsevizmus.
- Expanzionista nacionalizmus, a nacionalizmus egyik imperialista formája.

## Pártok listája
A következő politikai pártokat és mozgalmakat ultranacionalistának minősítik:

### A kormányban vagy törvényhozásban képviselteti magát
A 2010-es és/vagy a 2020-as években a nemzeti kormányokban vagy törvényhozásban képviselteti magát:
Európa
- Ausztria : Osztrák Szabadságpárt[9],[10],[11]
- Belgium : Flamand Érdek[12],[13]
- Bulgária : Újjászületés[14],[15],[16]
- Ciprus : Nemzeti Népfront[17],[18]
- Csehország : Szabadság és Közvetlen Demokrácia[19]
- Dánia : Dán Néppárt[20],[21],[22]
- Észtország : Észtország Konzervatív Néppártja [23],[24],[25]
- Finnország : Finnek Pártja[26]
- Görögország : Görög Megoldás[27], Spartiates [28]
- Horvátország : Haza Mozgalom[29]
- Magyarország : Mi Hazánk Mozgalom[30]
- Németország : Alternatíva Németországért[31],[32]
- Olaszország : Olaszország Fivérei[33],[34]
- Lengyelország : Nemzeti Mozgalom[35]
- Portugália : Chega[36]
- Románia : Románok Egyesüléséért Szövetség[37],[38]
- Oroszország : Oroszországi Liberális Demokrata Párt[39], Haza Párt[40]
- Spanyolország : Vox[41],[42]
- Szerbia : Szerbiai Eskütartók Pártja[43],[44]
- Szlovákia : A Mi Szlovákiánk Néppárt[45], Köztársaság Mozgalom[46]
- Svédország : Svédországi Demokraták[47],[48],[49]
- Svájc : Svájci Néppárt[50]
- Ukrajna : Szvoboda (Szabadság) [51],[52],[53][54]

A világ egyéb része
- Afganisztán : Tálibok[55]
- Chile : Republikánus Párt[56]
- Ausztrália : Pauline Hanson's One Nation [57]
- India : Shiv Sena[58]
- Izrael : Vallási Cionista Párt[59], Zsidó Erő[60]
- Törökország : Nemzeti Mozgalom Pártja[61],[62]

Pártok, amelyeknek van ultranacionalista frakciója
- Brazília : Liberális Párt[63]
- Magyarország : Fidesz[64],[65]
- India : Bháratíja Dzsanatá Párt[66]
- Indonézia : Nagy-Indonézia Mozgalom Pártja[67]
- Olaszország : Északi Liga[68]
- Japán : Liberális Demokrata Párt[69],[70],[71],[72],[73]
- Malajzia : Egyesült Maláj Nemzeti Szervezet[74]
- Lengyelország : Jog és Igazságosság[75],[76]
- Oroszország : Egységes Oroszország[77],[78]

### Korábbi ultranacionalista pártok
- Bosznia-Hercegovina : Szerb Demokrata Párt[79],[80]
- Horvátország : Horvát Demokratikus Közösség[81]
- Magyarország : Jobbik [82][83][84] MIÉP,[85] Nyilaskeresztes Párt [86]
- Indonézia : Golkar [87]
- Izrael : Israel Beytenou[88]
- Libanon : Kataeb Párt[89]
- Észak-Macedónia : VMRO-DPMNE,[90],[91]
- Szerbia : Dveri[92],[93],[94], Szerb Megújhodási Mozgalom[95]
- Tajvan : Kuomintang[96]